# Jenna Strauch
Jenna Strauch (Bendigo, 24 marzo 1997) è una nuotatrice australiana.

## Carriera
Specializzata nella rana, ha vinto la medaglia d'argento nei 200m rana ai Mondiali di Budapest 2022, terminando la prova dietro alla statunitense Lilly King.

## Palmarès
- Giochi olimpici

Parigi 2024: argento nella 4x100m misti.
- Mondiali

Budapest 2022: argento nei 200m rana e nella 4x200m misti.
- Mondiali in vasca corta

Melbourne 2022: oro nella 4x50m misti e argento nella 4x100m misti.
- Giochi del Commonwealth

Birmingham 2022: argento nei 200m rana.